# St. Oswald, Svinec
St. Oswald je naselje v Občini Svinec v Okraju Šentvid ob Glini na Koroškem v Avstriji.